# AFC Champions League Two 2025–26
AFC Champions League Two 2025–26 là mùa giải thứ 22 của giải bóng đá cấp câu lạc bộ hạng hai châu Á được tổ chức bởi Liên đoàn bóng đá châu Á (AFC).
Giải đấu có sự tham gia của 32 câu lạc bộ ở giai đoạn vòng bảng. Đội vô địch sẽ có một suất tham dự vòng loại AFC Champions League Elite 2025–26 nếu không đủ điều kiện tham dự thông qua thành tích giải quốc nội.
Sharjah là đương kim vô địch, do tất cả số liệu và thành tích tại ACL Two; họ không có cơ hội bảo vệ chức vô địch vì đã tham dự vòng đấu hạng của AFC Champions League Elite.